# Giulio Roma
Giulio Roma (ur. 16 września 1584 w Mediolanie, zm. 16 września 1652 w Rzymie) – włoski kardynał.

## Życiorys
Był jednym z 16 dzieci Paolo Camillo Roma i Katarzyny Coria. W młodości studiował na uniwersytetach w Pawii i Perugii. Po studiach początkowo służył na dworze arcybiskupa Mediolanu kardynała Federico Borromeo, ale w 1607 wstąpił na służbę papieską. Uczestniczył w procesie kanonizacyjnym Karola Boromeusza. Referendariusz Sygnatury Apostolskiej (1617-21), gubernator kolejno Orvieto (1618), Camerino (1619) i Perugii (1619-21).
W 1621 został mianowany kardynałem prezbiterem Santa Maria sopra Minerva oraz biskupem Recanati e Loreto (w 1634 przeniesiono go do diecezji Tivoli). W latach 1643–45 przewodniczył komisji która zredukowała zakon pijarów do rangi zwykłej kongregacji. W 1644 został kardynałem biskupem Frascati, rok później biskupem Porto e Santa Rufina, a przez ostatnie pięć miesięcy życia był biskupem Ostia e Velletri (jako dziekan Kolegium Kardynalskiego). Zmarł w dniu swych 68. urodzin.